# 石过坡水库
石过坡水库是中国福建省漳州市漳浦县马坪镇境内的一座水库，位于沸潭溪上，建于1959年。水库正常库容为1082万立方米，集雨面积为30平方千米，海拔为68米。